# 쇼콜라티에

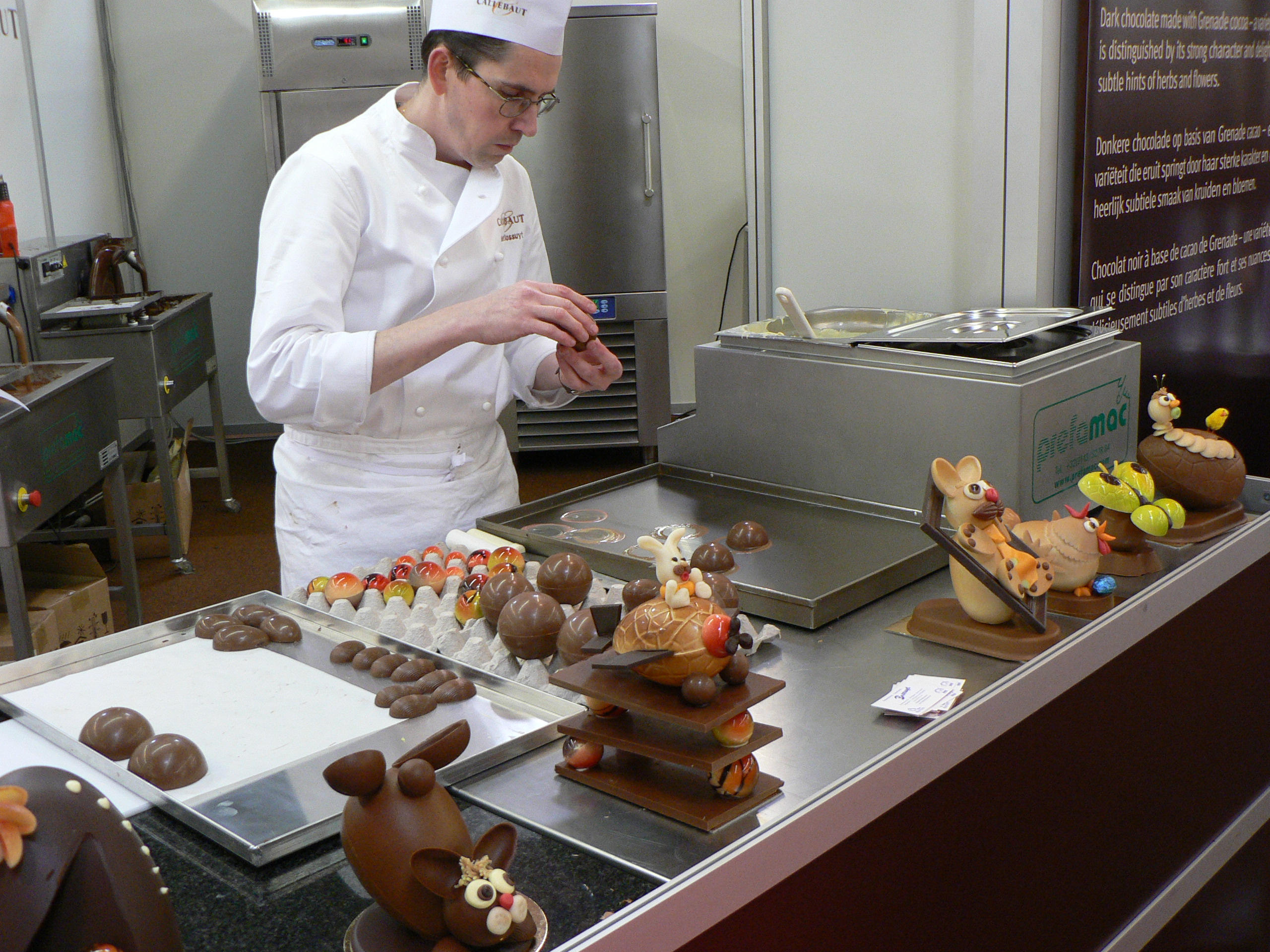
초콜릿 계란을 만드는 쇼콜라티에

쇼콜라티에(프랑스어: chocolatier→초콜릿 요리사)는 직업의 한 종류로, 초콜릿을 만들고 디자인하는 직업이다. 또는 그 자체로 요리를 의미하기도 한다.

## 같이 보기
- 제과사